# Wet Wet Wet
Wet Wet Wet este o trupă scoțiană de soft rock formată în anii 1980. Au avut numeroase hituri în topurile din Marea Britanie și din întreaga lume. Membrii actuali sunt Kevin Simm (voce), Tommy Cunningham (tobe), Graeme Clark (bas) și Neil Mitchell (claviuri). Un al cincilea membru, neoficial, Graeme Duffin (chitară), face parte din trupă din 1983.
Au devenit faimoși în întreaga lume pentru cover-ul piesei de succes „Love Is All Around”, folosită în filmul Patru nunți și o înmormântare (1994). Printre alte hituri ale trupei se numără „Sweet Surrender”, „Julia Says” și „If I Never See You Again”.
În 2017, Marti Pellow, care fusese anterior solist al trupei, a părăsit trupa pentru a se concentra pe cariera sa solo. În septembrie 2018, Kevin Simm a fost prezentat ca noul solist al grupului.

## Albume de studio
- Popped In Souled Out (28 septembrie 1987) - #1 UK, #123 US
- The Memphis Sessions (9 noiembrie 1988) - #3 UK
- Holding Back the River (30 octombrie 1989) - #2 UK
- High on the Happy Side (27 ianuarie 1992) - #1 UK
- Cloak & Dagger (28 ianuarie 1992)
- Picture This (10 aprilie 1995) - #1 UK
- 10 (3 martie 1997) - #2 UK
- Timeless (12 noiembrie 2007) - #41 UK
- The Journey (5 noiembrie 2021) - #29 UK